# Терен број 1 (Вимблдон)
51° 26′ 07″ N 0° 12′ 53.30″ W / 51.43528° С; 0.2148056° З
Терен број 1 је стадион за тенис који се налази у Вимблдону, у Лондону. Отворен 1997, стадион се користи за гренд слем турнир Вимблдон. Стадион се некада употребљава за Дејвис куп мечеве репрезентације Велике Британије. Стадион има капацитет од 11429 мјеста за сједење. Замијенио је сада срушен бивши стадион број 1, који је постојао од 1928. и имао је капацитет од 7328 мјеста за сједење.